# SIKE
SIKE (* 4. Dezember 1998 in Berlin) ist ein deutscher Künstler. Sein Werk umfasst Malerei, Musik sowie installative und performative Arbeiten.

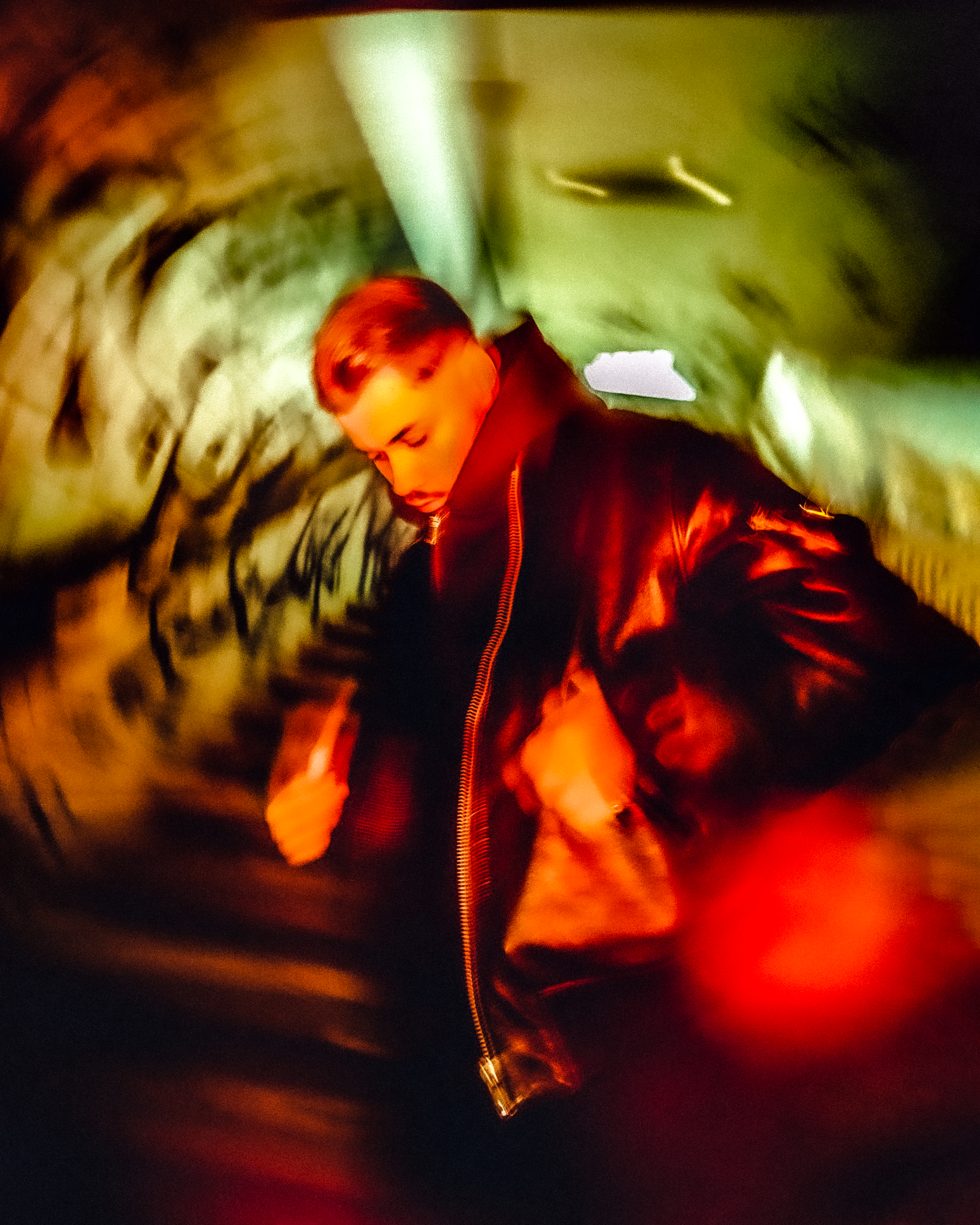
SIKE (2018)

## Leben und Werk
SIKE wuchs in West-Berlin auf. Der Berliner Graffiti-Künstler PHOS4 förderte SIKE von Anfang an und arbeitete gemeinsam mit ihm an eigenen Projekten. Die Zusammenarbeit mündete im Jahr 2016 in einer gemeinsamen Ausstellung unter dem Titel „Strong Connection“" in einer Galerie in Berlin-Charlottenburg. 2017 hatte er seine erste Soloausstellung „Exiting Childhood“ in Tegernsee.
SIKE arbeitete zusammen Künstlern der deutschen Rapszene bei verschiedenen Videoproduktionen. Ab Ende 2019 produzierte er eigene Musik.
Im Oktober 2019 wurde die Leinwandserie „Cultures“ in Berlin ausgestellt. Im Juni 2022 stellte er Arbeiten in den Räumen des Bierpinsel aus. Die Einzelausstellung "Above Ground" ist bis dato die erste und einzige Kunstausstellung in diesem Berliner Wahrzeichen. Im Rahmen dieser Ausstellung wurde das erste NFT des Künstlers präsentiert und veröffentlicht. Dieses NFT war die erste Musikveröffentlichung des Künstlers. Im Mai 2024 präsentierte er "NYNW" in New York City. NYNW ist eine Hommage an die Ausstellung New York / New Wave, die 1981 in New York City stattfand. NYNW ist eine dynamische Fusion aus bildender Kunst, Mode und Musik.
Ein wichtiger Bestandteil dieses Projektes war die Zusammenarbeit mit T.E.I.N (The End is Near), einem in London ansässigen Design-Duo. Ein weiterer Teil des NYNW-Projekts ist die EP von SIKE, die unter anderem in Zusammenarbeit mit Gezin von der 808 Mafia entstanden ist.
Die EP beginnt mit einem instrumentalen Intro, das Songs der Band sampelt, zu der auch Jean-Michel Basquiat gehörte. Die Anspielung auf die New-York-/New-Wave-Bewegung unterstreicht die tiefe Verwurzelung und persönliche Resonanz des Projekts. Die erste Single Siehst du das? aus dem Projekt wurde am 21. Juni 2024 auf allen Streaming-Plattformen veröffentlicht. Die zweite Single Antwerpen folgte am 19. Juli 2024. 
SIKE lebt und arbeitet in Berlin.

## Ausstellungen
Einzelausstellungen
- 2017: Exiting Childhood, Tegernsee
- 2019: Cultures, Berlin[3]
- 2022: Above Ground, Bierpinsel Berlin[3]
- 2024: NYNW, New York City[3]

Ausstellungsbeteiligungen
- 2016: Strong Connection, Berlin[4]
- 2024: Gesunder Größenwahn, Berlin[5]

## Diskografie
- 2024: Antwerpen (Single)[6]